# Умм-ель-Кайвайн (емірат)

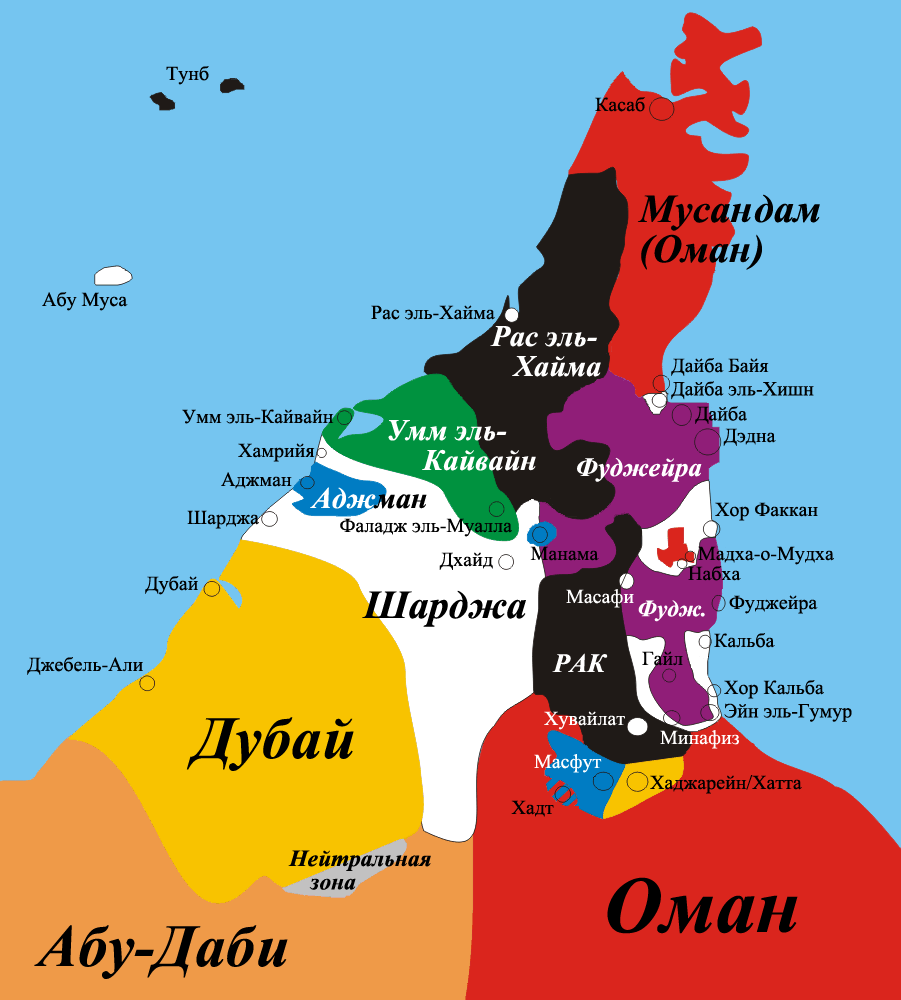
ОАЕ й Оман
Оман
Абу-Дабі (ОАЕ)
Дубай (ОАЕ)
Шарджа (ОАЕ)
Аджман (ОАЕ)
Умм-ель-Кайвайн (ОАЕ)
Рас-ель-Хайма (ОАЕ)
Фуджейра (ОАЕ)

Умм-ель-Кайвайн (араб. أم القيوين, джерело сил) — емірат у складі ОАЕ.
- Столиця — Умм-ель-Кайвайн.
- Площа — 777 км², населення — 69936 осіб (2008) рік.

## Географія
На півдні межує з еміратом Шарджа, на північному сході — з еміратом Рас-ель-Хайма. На північному заході знаходиться узбережжя Перської затоки протяжністю 24 кілометри. Територія простягається у глибину приблизно 32 кілометри.

## Історія
Незалежне шейхство Умм-ель-Кайвайн було засноване у 1775 році арабським кланом аль-Муаллем. До складу ОАЕ емірат увійшов 2 грудня 1971 року.